# Inhuman
Inhuman es el primer trabajo discográfico, perteneciente a la banda de rock argentina Utopians. Este material fue editado a través de Ganja Records en Chile y No Fun Records en Estados Unidos y en otras ciudades del mundo, se editarían en formato digital y físico. Tras la salida de este primer álbum de estudio, la banda realizaría presentaciones en ciudades importantes como Berlín, Londres, Chemnitz, Norwich, Madrid, Barcelona, Bilbao, Bordeaux, París, Santiago de Chile, Montevideo y otros ciudades de Argentina en formato acústico y eléctrico. Este trabajo fue grabado completamente en inglés.
| N.º | Título           | Duración |  |
| 1.  | «2007»           | 03:25    |  |
| 2.  | «Game»           | 02:42    |  |
| 3.  | «Inhuman»        | 02:23    |  |
| 4.  | «Norman Bates»   | 02:17    |  |
| 5.  | «Funny thing»    | 02:06    |  |
| 6.  | «Jamie»          | 03:17    |  |
| 7.  | «Something»      | 02:26    |  |
| 8.  | «Lies»           | 02:37    |  |
| 9.  | «Flaneur»        | 02:22    |  |
| 10. | «Manhattan Hole» | 03:47    |  |
| 11. | «W.E.B»          | 04:02    |  |